# Língua abrom
Abrom (em abrom: abron) é o idioma dos abrons e uma das línguas nigero-congolesas faladas no Gana e Costa do Marfim. É falada por 1 393 000 indivíduos e é grafada com alfabeto latino.